# Kiniatiliops trispina
Kiniatiliops trispina är en tvåvingeart som beskrevs av Louis-Paul Mesnil 1959. Kiniatiliops trispina ingår i släktet Kiniatiliops och familjen parasitflugor.
Artens utbredningsområde är Kenya. Inga underarter finns listade i Catalogue of Life.